# Surf de neu als Jocs Olímpics d'hivern de 2010 - Migtub masculí
Als Jocs Olímpics d'Hivern de 2010 celebrats a la ciutat de Vancouver (Canadà) es disputà una prova de surf de neu en categoria masculina en la modalitat de mig tub que formà part del programa oficial dels Jocs.
La prova es disputà el dia 17 de febrer de 2010 a les instal·lacions de Cypress Mountain. Hi participaren un total de 40 surfistes de 17 comitès nacionals diferents.

## Resum de medalles
| Or          | Argent          | Bronze     |
| Shaun White | Peetu Piiroinen | Scott Lago |

## Resultats

### Qualificació
| Pos. | Mànega | Dorsal | Nom                 | CON             | Mànega 1 | Mànega 2 | Millor temps | Notes |
| ---- | ------ | ------ | ------------------- | --------------- | -------- | -------- | ------------ | ----- |
| 1    | 1      | 5      | Shaun White         | Estats Units    | 45.8     | 10.8     | 45.8         | QF    |
| 2    | 1      | 6      | Ryō Aono            | Japó            | 33.2     | 43.1     | 43.1         | QF    |
| 3    | 1      | 3      | Louie Vito          | Estats Units    | 26.1     | 41.8     | 41.8         | QF    |
| 4    | 1      | 16     | Aluan Ricciardi     | França          | 25.4     | 37.9     | 37.9         | QS    |
| 5    | 1      | 1      | Zeng Xiaoye         | R.P. de la Xina | 14.0     | 32.8     | 32.8         | QS    |
| 6    | 1      | 7      | Mathieu Crépel      | França          | 32.6     | 2.5      | 32.6         | QS    |
| 7    | 1      | 9      | Ben Kilner          | Regne Unit      | 21.5     | 32.1     | 32.1         | QS    |
| 8    | 1      | 2      | Gary Zebrowski      | França          | 31.6     | 18.7     | 31.6         | QS    |
| 9    | 1      | 14     | Ben Mates           | Austràlia       | 28.3     | 29.6     | 29.6         | QS    |
| 10   | 1      | 12     | James Hamilton      | Nova Zelanda    | 5.2      | 28.0     | 28.0         |       |
| 11   | 1      | 4      | Janne Korpi         | Finlàndia       | 26.5     | 15.6     | 26.5         |       |
| 12   | 1      | 10     | Kim Ho-Jun          | Corea del Sud   | 8.4      | 25.8     | 25.8         |       |
| 13   | 1      | 8      | Markus Keller       | Suïssa          | 13.6     | 20.4     | 20.4         |       |
| 14   | 1      | 15     | Ståle Sandbech      | Noruega         | 9.1      | 20.1     | 20.1         |       |
| 15   | 1      | 11     | Rubén Verges        | Espanya         | 9.4      | 19.5     | 19.5         |       |
| 16   | 1      | 13     | Roger S. Kleivdal   | Noruega         | 15.7     | 18.4     | 18.4         |       |
| 17   | 1      | 19     | Christian Haller    | Suïssa          | 8.0      | 16.0     | 16.0         |       |
| 18   | 1      | 18     | Dolf van der Wal    | Països Baixos   | 14.5     | 11.8     | 14.5         |       |
| 19   | 1      | 20     | Michał Ligocki      | Polònia         | 10.8     | 11.1     | 11.1         |       |
| 20   | 1      | 17     | Manuel Pietropoli   | Itàlia          | 9.3      | 5.2      | 9.3          |       |
| 1    | 2      | 37     | Peetu Piiroinen     | Finlàndia       | 44.0     | 45.1     | 45.1         | QF    |
| 2    | 2      | 28     | Kazuhiro Kokubo     | Japó            | 42.1     | 42.5     | 42.5         | QF    |
| 3    | 2      | 27     | Iouri Podladtchikov | Suïssa          | 36.3     | 41.4     | 41.4         | QF    |
| 4    | 2      | 34     | Greg Bretz          | Estats Units    | 36.2     | 41.3     | 41.3         | QS    |
| 5    | 2      | 36     | Markku Koski        | Finlàndia       | 39.3     | 11.9     | 39.3         | QS    |
| 6    | 2      | 38     | Scotty Lago         | Estats Units    | 39.0     | 28.4     | 39.0         | QS    |
| 7    | 2      | 30     | Kohei Kudo          | Japó            | 3.2      | 37.1     | 37.1         | QS    |
| 8    | 2      | 23     | Markus Malin        | Finlàndia       | 32.8     | 36.7     | 36.7         | QS    |
| 9    | 2      | 26     | Justin Lamoureux    | Canadà          | 12.6     | 35.4     | 35.4         | QS    |
| 10   | 2      | 22     | Arthur Longo        | França          | 34.5     | 32.4     | 34.5         |       |
| 11   | 2      | 33     | Christophe Schmidt  | Alemanya        | 9.8      | 32.3     | 32.3         |       |
| 12   | 2      | 32     | Scott James         | Austràlia       | 7.6      | 28.2     | 28.2         |       |
| 13   | 2      | 24     | Brad Martin         | Canadà          | 11.2     | 27.5     | 27.5         |       |
| 14   | 2      | 29     | Sergio Berger       | Suïssa          | 7.3      | 26.2     | 26.2         |       |
| 15   | 2      | 25     | Daisuke Murakami    | Japó            | 15.1     | 23.5     | 23.5         |       |
| 16   | 2      | 35     | Tore Viken Holvik   | Noruega         | 23.1     | 19.6     | 23.1         |       |
| 17   | 2      | 21     | Jeff Batchelor      | Canadà          | 14.9     | 18.5     | 18.5         |       |
| 18   | 2      | 39     | Mitchell Brown      | Nova Zelanda    | 18.4     | 15.2     | 18.4         |       |
| 19   | 2      | 31     | Shi Wancheng        | R.P. de la Xina | 15.8     | 18.0     | 18.0         |       |
| —    | 2      | 40     | Fredrik Austbø      | Noruega         | NS       | DS       | DS           |       |

NS: no sortí

### Semifinal
| Pos. | Dorsal | Nom              | CON             | Mànega 1 | Mànega 2 | Millor temps | Notes |
| ---- | ------ | ---------------- | --------------- | -------- | -------- | ------------ | ----- |
| 1    | 23     | Markus Malin     | Finlàndia       | 42.9     | 21.9     | 42.9         | QF    |
| 2    | 34     | Greg Bretz       | Estats Units    | 42.1     | 38.0     | 42.1         | QF    |
| 3    | 38     | Scotty Lago      | Estats Units    | 41.3     | 16.2     | 41.3         | QF    |
| 4    | 7      | Mathieu Crépel   | França          | 37.2     | 22.6     | 37.2         | QF    |
| 5    | 36     | Markku Koski     | Finlàndia       | 37.1     | 12.8     | 37.1         | QF    |
| 6    | 26     | Justin Lamoureux | Canadà          | 36.2     | 20.2     | 36.2         | QF    |
| 7    | 2      | Gary Zebrowski   | França          | 20.1     | 36.1     | 36.1         |       |
| 8    | 30     | Kohei Kudo       | Japó            | 30.6     | 33.5     | 33.5         |       |
| 9    | 16     | Aluan Ricciardi  | França          | 33.2     | 12.8     | 33.2         |       |
| 10   | 1      | Zeng Xiaoye      | R.P. de la Xina | 32.9     | 16.2     | 32.9         |       |
| 11   | 14     | Ben Mates        | Austràlia       | 3.6      | 27.5     | 27.5         |       |
| 12   | 9      | Ben Kilner       | Regne Unit      | 3.1      | 17.0     | 17.0         |       |

### Final
| Pos. | Dorsal | Nom                 | CON          | Mànega 1 | Mànega 2 | Millor temps |
| ---- | ------ | ------------------- | ------------ | -------- | -------- | ------------ |
| 1    | 5      | Shaun White         | Estats Units | 46.8     | 48.4     | 48.4         |
| 2    | 37     | Peetu Piiroinen     | Finlàndia    | 40.8     | 45.0     | 45.0         |
| 3    | 38     | Scotty Lago         | Estats Units | 42.8     | 17.5     | 42.8         |
| 4    | 27     | Iouri Podladtchikov | Suïssa       | 42.4     | 17.6     | 42.4         |
| 5    | 3      | Louie Vito          | Estats Units | 39.1     | 39.4     | 39.4         |
| 6    | 36     | Markku Koski        | Finlàndia    | 36.4     | 25.0     | 36.4         |
| 7    | 26     | Justin Lamoureux    | Canadà       | 33.8     | 35.9     | 35.9         |
| 8    | 28     | Kazuhiro Kokubo     | Japó         | 30.5     | 35.7     | 35.7         |
| 9    | 6      | Ryō Aono            | Japó         | 32.9     | 29.1     | 32.9         |
| 10   | 7      | Mathieu Crépel      | França       | 25.9     | 8.7      | 25.9         |
| 11   | 23     | Markus Malin        | Finlàndia    | 16.7     | 18.6     | 18.6         |
| 12   | 34     | Greg Bretz          | Estats Units | 18.3     | 13.0     | 18.3         |